# Gaiea Sanskrit

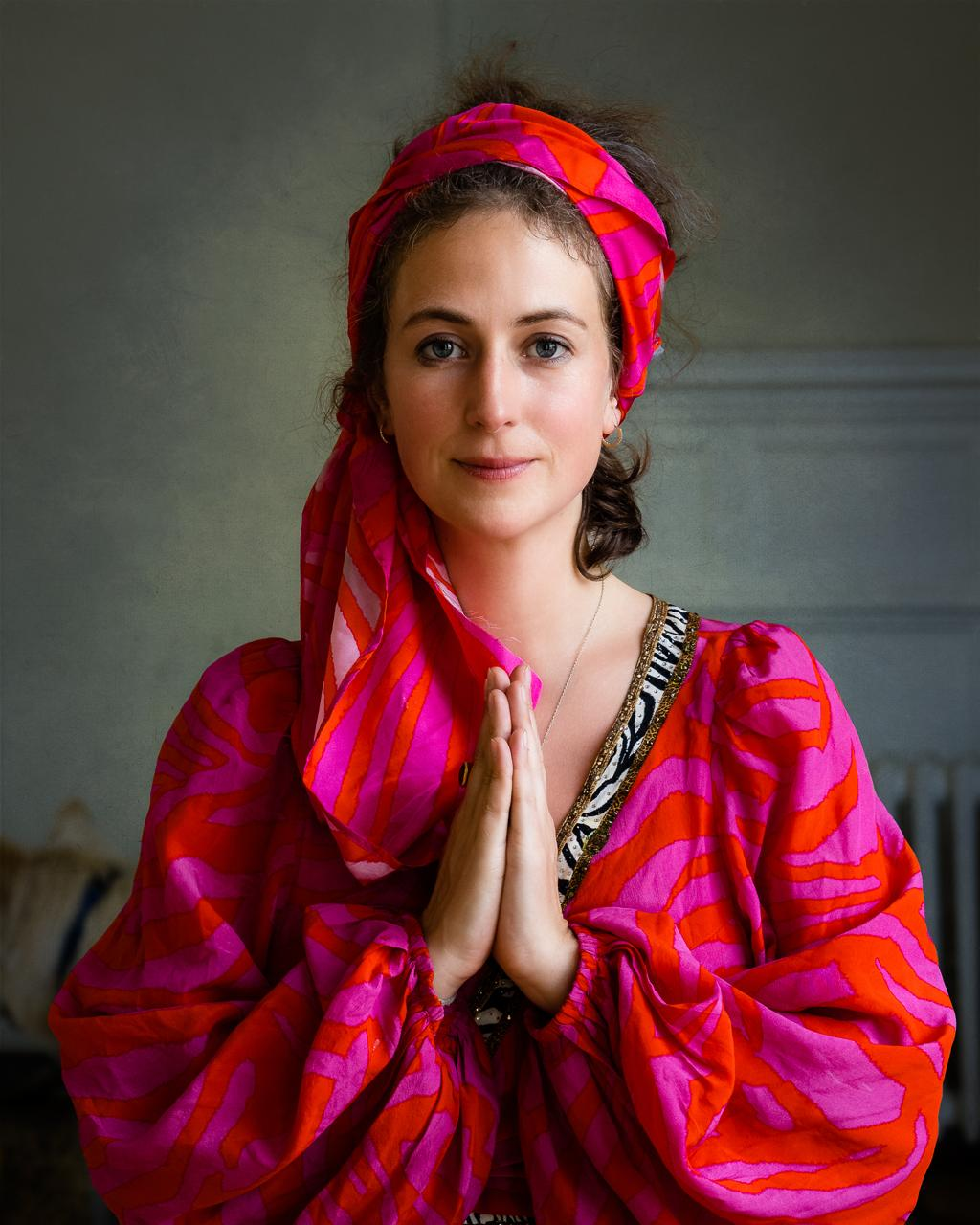
Gaiea Sanskrit

Gabriella Burnel (Chertsey), bekend onder haar artiestennaam Gaiea Sanskrit, is een Britse zangeres die teksten en mantra’s in het Sanskriet zingt. Zij is vooral bekend in spirituele en yoga gemeenschappen in Europa en Azië. Door in het Sanskriet te zingen, brengt ze de filosofische en spirituele essentie daarvan naar een groter publiek. Voor Gaiea Sanskrit is zingen in het Sanskriet een spirituele handeling: ze beschrijft het als één worden met de muziek, waarbij er geen onderscheid meer is tussen de zanger, het zingen en het lied.

## Biografie
Gaiea Sanskrit groeide op met zang van teksten als de Bhagavad Gita en de Upanishads en maakte al vroeg kennis met het Sanskriet. Van jongs af aan toonde Gaiea belangstelling voor muziek, kunst, literatuur, talen en Advaita Vedanta. Vanaf haar vierde jaar leerde ze Sanskriet op de St James School in Londen.
Ze volgde een academische muziekopleiding (2001-2003) en leerde verschillende instrumenten. Ze studeerde Sanskriet aan de Universiteit van Oxford (2004-2007), waar ze ook een beurs kreeg voor een kooropleiding. Verder behaalde ze een master in muziektheater (2011). Gaiea onderhoudt nog altijd goede contacten met de Universiteit van Oxford, waar ze regelmatig chantingsessies leidt.
Gaiea Sanskrit begon haar loopbaan als muzieklerares (2008-2014). Ze schreef haar eigen liedjes en trad op als stand-up comedian. Ze verwerkte het Sanskriet in haar muziek, waarbij ze traditionele gezangen mengde met moderne melodieën.
In 2008 startte Gaiea Sanskrit een eigen YouTube-kanaal met komedie en liedjes. Dat trok eerst de aandacht met een lied Made of Bliss - Ānandamayi. Later kwam het Madālasā-lied (2018), dat 6 miljoen keer bekeken werd.
Ze deelde video's van zichzelf terwijl ze Sanskriet mantra's en liederen zong en ze bracht een aantal albums uit met Sanskriet gezangen. Ze trad op tijdens internationale festivals, yoga-retraites en culturele evenementen en werkte samen met artiesten met verschillende muzikale achtergronden.
In 2021 richtte Gaiea Sanskrit het Cosmic Choir op, een internationaal koor dat Sanskriet liederen zingt.
Haar muziek is gesampeld door de rapper YEAT voor zijn nummer Flawless en was te horen in de tv-serie Vikings.

### FilmserieSanskrit Pilgrimage
In 2024 bracht Gaiea Sanskrit een zesdelige filmserie uit. Die toont haar zoektocht naar oude wijsheid in Engeland, Wales, Ierland en Schotland, waarbij ze mensen ontmoette die zich bezig hielden met het praktiseren van wijsheid, met verhalen en healing, met het begrijpen en beoefenen van rituelen, met klank en expressie.

## Muzikale stijl en invloeden
Gaiea Sanskrits muziek is een fusie van traditionele Sanskriet gezangen en hedendaagse muzikale arrangementen, onder invloed van Indiase klassieke muziek, westerse klassieke tradities en wereldmuziek. Haar werk is geïnspireerd door spirituele leringen en draagt boodschappen uit van vrede, eenheid en mindfulness. Haar liedjes bevatten vaak oude Sanskriet verzen en mantra's, gericht op genezing en spiritueel ontwaken. Volgens Gaiea Sanskrit kan het zingen van Sanskriet mantra's en teksten de geest schoonmaken.

## Albums
- The Wonder of Sanskrit
- Holo Voyage – Inception
- Invincible
- Powerful Sanskrit Mantras
- Yoga Nidra Mantra Music
- Bhagavad Gītā
- Songs of the Human Soul
- Gaiea
- Krishna - A Celebration in Sanskrit
- Sanskrit Soul Music
- Sanskrit Medicine Mantras
- Sanskrit Sound Meditation
- Sounds of Sanskrit
- Ognāi
- Beloved
- Vishnu
- In Praise of the Divine
- Mahā Kālī
- Map of Creation
- Cosmic Choir 1 (Live)
- Yoga Sūtras of Patanjali
- Breath of God
- Aṣṭāvakra
- Cosmic Choir 2 - Celebration of You
- Timeless Sanskrit chants
- Does It Matter
- If I Sit Quietly, Will I Disappear?
- Prayer Songs
- Nine
- Healing Mantra Meditations
- Celestial Journey[10][11][12]

## Singles en EP's
- Energy Cycle with Sounds of Sanskrit
- Song Inspired by Every Woman, for Every One
- Uplift
- Sleep Peace Deep Rest
- Bursting with Love
- Everything About You I Adore
- Indescribably